# Лишано Никоне
Лиша̀но Нико̀не (на италиански: Lisciano) е село и община в Централна Италия, провинция Перуджа, регион Умбрия. Разположено е на 314 m надморска височина. Населението на общината е 627 души (към 2010 г.).